# Минами-дза
Минами-дза (яп. 南座) — главный городской театр кабуки в Киото, основанный в 1610 году под названием Сидзё Минами-дза. Нынешнее здание театра, рассчитанное на 1086 посадочных мест, было построено в 1929 году.

## История
Минами-дза — один из старейших из семи официально лицензированных театров кабуки, построенных в ранний период Эдо (1615—1623 годы) в районе Сидзе Кавара в Киото; Минами-дза по дате основания предшествует театрам в Токио и Осаке. В буквальном переводе с японского название театра означает «южная сцена».
Нынешнее здание театра Минами-дза было возведено в 1929 году в архитектурном стиле периода Момояма, с остроконечной крышей и традиционной башенкой, отмечающей официальное одобрение правительства. В 1991 году интерьер театра был полностью отремонтирован, в частности, был установлен современный сценический механизм.
В 1996 году Минами-дза был официально зарегистрирован в качестве Национального сокровища Японии в связи с его исторической и архитектурной ценностью для города Киото.

## Реконструкция
В ноябре 2018 года театр открылся после двухлетнего перерыва на реконструкцию.

## Сценический механизм
Минами-дза оснащен рядом сценических механизмов, уникальных для кабуки, таких как ханамити и люки-сэри. В театре также есть мавари-бутай (вращающаяся сцена); все механизмы театра были изобретены в период Эдо.